# Aleuritopteris sichouensis
Aleuritopteris sichouensis är en kantbräkenväxtart som beskrevs av Ren-Chang Ching och S. K. Wu. Aleuritopteris sichouensis ingår i släktet Aleuritopteris och familjen Pteridaceae. Inga underarter finns listade.